# Janina Trepińska
Janina Bożena Trepińska – polska klimatolog, profesor nauk o Ziemi.

## Życiorys
W 2003 uzyskała tytuł profesora nauk o Ziemi. Była pracownikiem naukowym w Instytucie Geografii i Gospodarki Przestrzennej na Wydziale Biologii i Nauk o Ziemi Uniwersytetu Jagiellońskiego. Jest członkiem Komisji Geograficznej PAU.